# Welcome to the Ghetto
«Welcome to the Ghetto» — другий сингл американського репера Spice 1 з його дебютного студійного альбому Spice 1. У тексті зображено повсякденну боротьбу в ґето за життя, зокрема злочинність серед чорного населення, постійні смерті, наркотики, збройне насильство й банди. Пісня надихнула Тупака Шакура на написання «I Wonder If Heaven Got a Ghetto», позаяк назву пісні безпосередньо запозичено з рядка першого куплета «Welcome to the Ghetto».
Відеокліпна версія містить додатковий третій куплет, відсутній на альбомній версії треку. Як семпл використано «Inner City Blues (Make Me Wanna Holler)» Марвіна Ґея та «No One's Gonna Love You» у виконанні The S.O.S. Band. Сиквел «Welcome Back to the Ghetto» потрапив до Spiceberg Slim (2002). 

## Чартові позиції
| Чарт                                | Найвища позиція |
| ----------------------------------- | --------------- |
| US Hot R&B/Hip-Hop Singles & Tracks | 39              |
| US Hot Rap Singles                  | 5               |